# Ceratopsallus
Ceratopsallus is een geslacht van wantsen uit de familie van de Miridae (Blindwantsen). Het geslacht werd voor het eerst wetenschappelijk beschreven door Schuh in 2006.

## Soorten
Het genus bevat de volgende soorten:

- Ceratopsallus aquilonius (Schuh, 2006)
- Ceratopsallus croceus (Van Duzee, 1918)
- Ceratopsallus pantherinus (Van Duzee, 1917)
- Ceratopsallus pintoi (Schuh, 2006)
- Ceratopsallus plautus (Schuh, 2006)
- Ceratopsallus quercicola (Schuh, 2006)
- Ceratopsallus ribesi (Knight, 1968)
- Ceratopsallus schwartzi (Schuh, 2006)
- Ceratopsallus septentrionalis (Schuh, 2006)
- Ceratopsallus vauqueliniae (Schuh, 2006)